# Świdry (powiat giżycki)
Świdry (niem. Schwiddern) – wieś w Polsce położona w województwie warmińsko-mazurskim, w powiecie giżyckim, w gminie Giżycko.
W latach 1975–1998 miejscowość należała administracyjnie do województwa suwalskiego.
Zobacz też: Świdry, Świdry Kościelne, Świdry Podleśne, Świdry-Awissa, Świdry-Dobrzyce, Świdrygały